# Ferezja

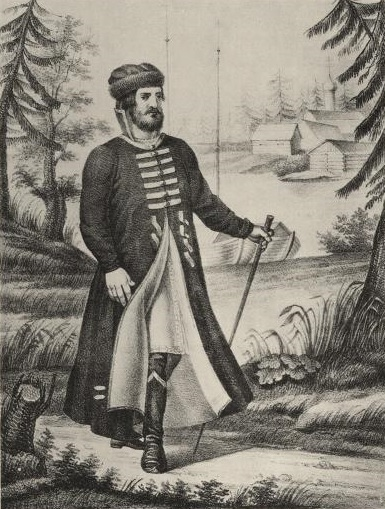
Ferezja

Ferezja – męski strój wierzchni pochodzenia wschodniego.
W Rosji ferezja (ros. ферязь) była uroczystym strojem bojarów, wzorowanym na strojach tatarskich dostojników. Szyto ją z wzorzystych jedwabnych tureckich tkanin. Miała niski, stojący kołnierz, zamiast guzów używano sznurowanego wiązania. Popularna w XVI i XVII wieku.
W Polsce od około połowy XVI wieku ferezji zaczęto używać jako wierzchniego męskiego okrycia do szlacheckiego stroju narodowego. Była ona lżejsza i skromniejsza od delii, noszono ją na żupanie. Miała formę obszernego płaszcza, często do kostek, z ciemnego, a w uroczystej formie, z czerwonego sukna lub innych tkanin wełnianych. Podbijano ją futrem (magnateria nosiła ferezje podbite sobolami lub rysiami, szlachta lisami) lub jedwabną podszewką, czasem złotogłowiem. Polska ferezja była luźna lub lekko dopasowana, miała niski, stojący kołnierz, luźne rękawy, zapięcie na guzy i pętlice. Noszono ją nieraz w formie narzuty na ramiona. Taka ferezja była niezapinana, a szamerunek składający się z ozdobnych guzów, pętlic, galonów naszytych z przodu ubrania stanowił tylko ozdobę.
W końcu XVII wieku, ferezja zaczęła wychodzić z użycia jako strój szlachecki, stając się częścią uroczystego stroju ludowego. Szyta był wówczas z sukna lub innych wełnianych tkanin, zapinana na pętlice, miała dekorowane, luźne rękawy.
Nazwa pochodzi prawdopodobnie od tureckiego feradże, gdzie oznaczało długie, wierzchnie okrycie kobiet z szerokimi rękawami i wiszącym z tyłu kołnierzem. W języku ukraińskim - ferezija, w staroruskim - fieriez.